# Wanheim-Angerhausen
Wanheim-Angerhausen is een stadswijk van de stad Duisburg in het Rijnland in Noordrijn-Westfalen in Duitsland. De mensen in Wanheim-Angerhausen spreken oorspronkelijk Limburgs. Wanheim-Angerhausen ligt aan de Uerdinger linie. In de stadswijk wonen ongeveer 12.000 mensen. Wanheim-Angerhausen is een relatief arm stadsdeel van Duisburg.
Stadtbezirke: Duisburg-Mitte · Duisburg-Süd · Hamborn · Homberg/Ruhrort/Baerl · Meiderich/Beeck · Rheinhausen · Walsum

Wijken: Aldenrade · Altstadt · Baerl · Beeck · Beeckerwerth · Bergheim · Bissingheim · Bruckhausen · Buchholz · Dellviertel · Duissern · Fahrn · Friemersheim · Großenbaum · Alt-Hamborn · Hochemmerich · Hochfeld · Hochheide · Homberg · Huckingen · Hüttenheim · Kaßlerfeld · Laar · Marxloh · Meiderich · Mündelheim · Neudorf · Neuenkamp · Neumühl · Obermarxloh · Overbruch · Rahm · Rheinhausen-Mitte · Röttgersbach · Ruhrort · Rumeln-Kaldenhausen · Ungelsheim · Alt-Walsum · Vierlinden · Wanheim-Angerhausen · Wanheimerort · Wedau · Wehofen